# Pala cargadora

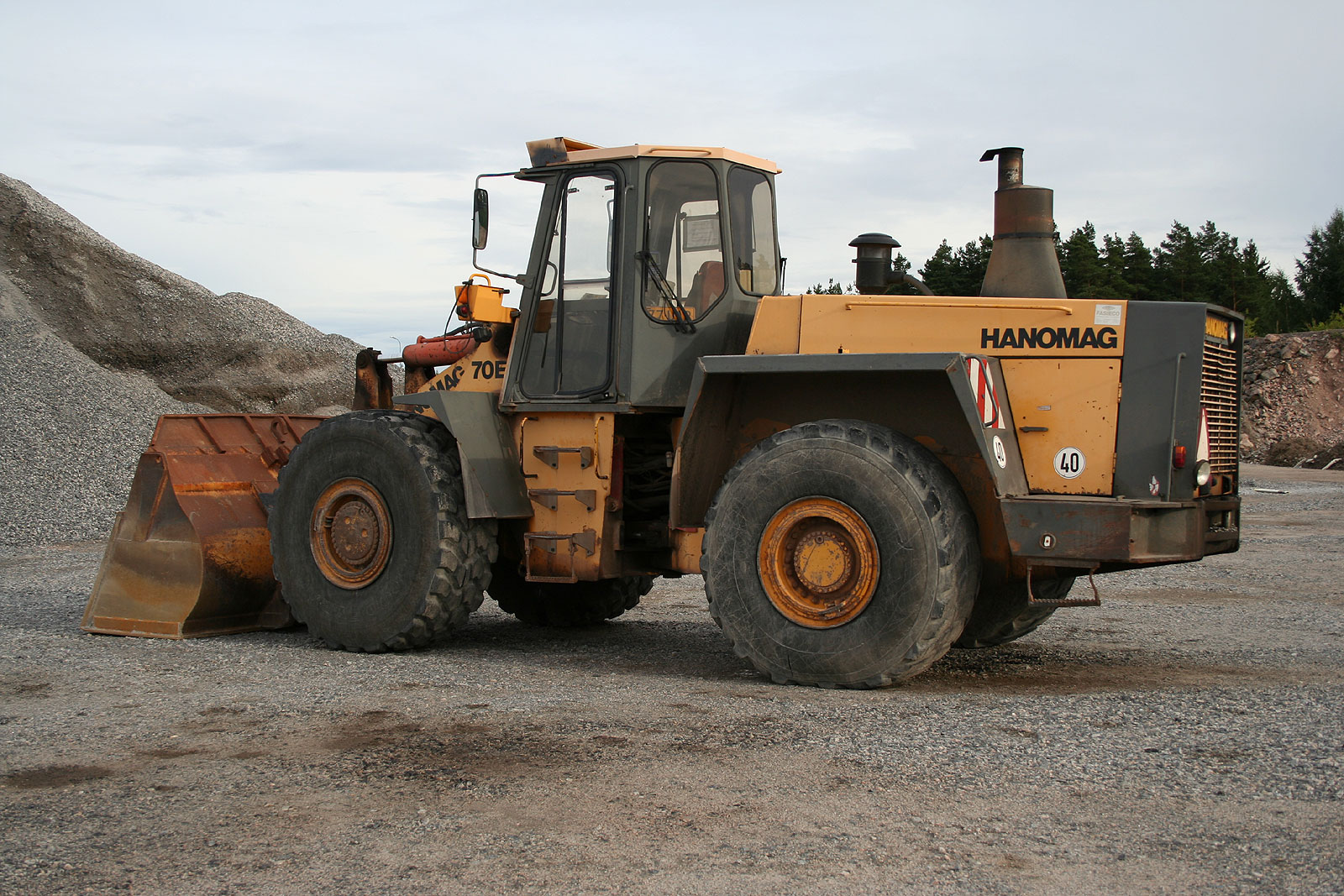
Pala cargadora de tipo frontal, sobre neumáticos.

Una pala cargadora o pala mecánica es una máquina de uso frecuente en construcción de edificios, minería, obras públicas como pueden ser carreteras, autopistas, túneles, presas hidráulicas y otras actividades que implican el movimiento de tierra o roca en grandes volúmenes y superficies. Se construyen de diversos tipos: de tipo frontal, de tipo retroexcavadora, sobre neumáticos, sobre orugas, etcétera. Sirve para apartar objetos pesados del terreno de construcción y mover grandes cantidades de material en poco tiempo. El accesorio de la cargadora puede ser un accesorio removible o estar montado permanentemente. A menudo, el cucharón se puede reemplazar con otros dispositivos o herramientas como una bola de demolición, pinzas u horquillas. También es conocida por su anglicismo payloader  o simplemente tractor con pala.

## Tipos de palas
- Mini cargadoras, ocupan espacios muy reducidos y esto permite que sean muy versátiles a la hora de operar. El cubo o «cazo» de carga es de aproximadamente medio metro cúbico.
- Pequeñas, son las que tienen un cubo de carga de un metro cúbico
- Medianas, son las que tienen cubo mayor de un metro cúbico y hasta tres metros cúbicos.
- Grandes, son las que el cubo posee una capacidad de carga de entre tres y cinco metros cúbicos.
- Especiales, son aquellas que se fabrican especialmente a pedido de empresas que trabajan yacimientos mineros muy grandes y poseen cubos de más de cinco metros, pudiendo llegar hasta diez.

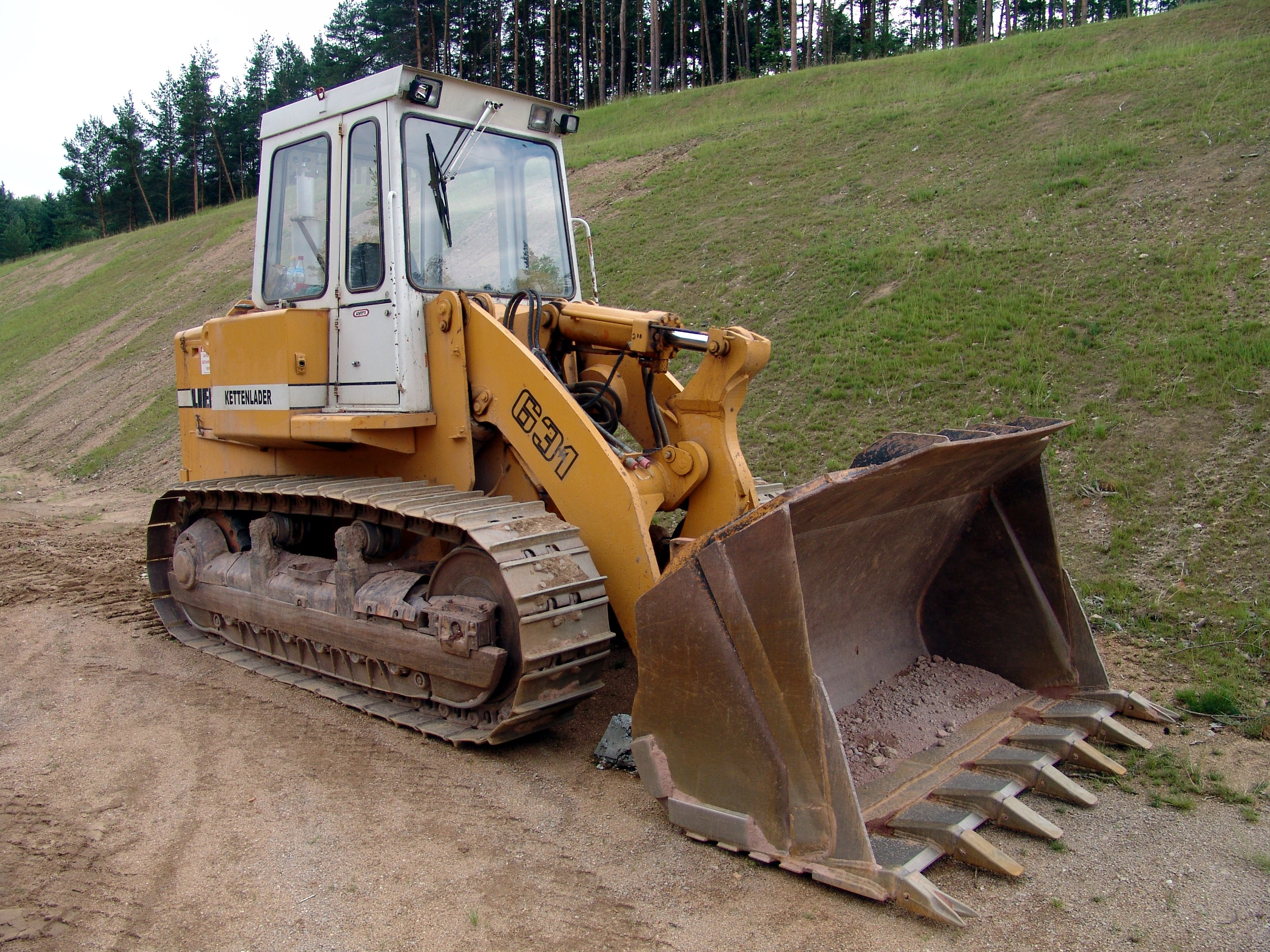
Pala cargadora a orugas.

- Con neumáticos, son de rápido traslado y muy operables en todo terreno, con rocas y nieve se le instalan cadenas metálicas tipo malla para proteger las cubiertas.
- Con movimiento de cadenas u oruga, se utilizan para trabajar en terrenos muy rocosos y escarpados o fangosos.[1] Se lo conoce también como tractor de carriles.
- Con motores eléctricos, en interiores de minas y en lugares cerrados que impiden la ventilación, ya que no emiten gases como ocurre con los motores de combustión interna.
- Con motores de combustión interna, son la mayor cantidad de máquinas que existen en el mercado, los hay de pocos (CV) caballo vapor y de muchos, también se le denomina a la potencia del motor HP. En su gran mayoría suelen emplear motores diésel.
- Con motores neumáticos, se emplean en yacimientos mineros, los que tienen sistemas hidráulicos en cantidad para poder ser empleadas en los interiores de los yacimientos, ya que no despiden monóxido de carbono, por funcionar sus motores con aire.
- Articuladas, esto permite que la máquina se doble en la mitad y el espacio de retroceso y giro sean menor.

## Usos y empleos
- construcción de caminos.
- movimientos de tierra.
- en la explotación de yacimientos mineros.
- en la carga de minerales.
- en el tratamiento de materiales de desecho, llámese basurales.
- en la reconstrucción de costas de arroyos y ríos.
- en la limpieza de los cauces de canales, arroyos y ríos.
- en el despeje de nieve.
- en la limpieza de una ciudad extrayendo residuos.
- en la construcción de una obra civil.
- en la demolición